# Park Bo-gum
Dans ce nom coréen, le nom de famille, Park, précède le nom personnel.
Park Bo-gum (hangeul : 박보검 ; hanja : 朴寶劍 ; RR : Park-bo gum ; MR : Pak Po-kŏm) est un acteur, chanteur et animateur sud-coréen, né le 16 juin 1993 à Séoul.
Il fait ses débuts d'acteur, en 2011, dans le film Blind, et a également joué dans diverses séries télévisées : un violoncelliste cultivé de Juilliard dans Cantabile Tomorrow (2014), un avocat psychopathe dans Hello Monster (2015) et un génie du Baduk dans Reply 1988 (2015). De mai 2015 à juin 2016, il a présenté l'émission musicale Music Bank diffusée sur KBS,,,,.
Il est le plus jeune artiste à être nommé « acteur de l'année » par Gallup Korea. Il est également le premier acteur coréen à figurer en tête de la liste Korea Power Celebrity du magazine Forbes.
Le 31 août 2020, il s'engage dans la marine coréenne pour une durée de 21 mois, dans le cadre de son service militaire obligatoire.

## Biographie

### Jeunesse et formations
Park Bo-gum naît le 16 juin 1993 à Séoul. Son prénom, Bo-gum, signifie « épée précieuse ». Il est le plus jeune de ses trois frères et sœurs. Sa mère décède, lorsqu'il est en quatrième au collège. Il commence à apprendre à jouer du piano quand il est à la maternelle, et devient ainsi pianiste et membre de la chorale à l'église.
Jeune, il fait également partie de l'équipe de natation de l'école primaire Mokdong à Séoul. Après avoir été diplômé du lycée de Shinmok, il s'inscrit à l'université de Myongji dans le département Musique et Cinématographie. En 2015, il représente le programme d'échange culturel à l'étranger de son université et a ainsi voyagé en Angleterre, en France, en Italie et en Suisse. En février 2018, il obtient son baccalauréat universitaire.

### Carrière

#### 2011-2013: débuts
En 2011, Park Bo-gum fait ses débuts en tant qu'acteur avec l'agence Sidus HQ, dans le thriller Blind. Il rejoint ensuite l'agence Blossom Entertainment et apparaît dans le film d'action-comédie Runway Cop (2012), dans le drama spécial Still Picture (KBS, 2012) et le drama historique Bridal Mask (2012).
En 2013, il décroche son premier rôle principal dans la série télévisée Wonderful Mama aux côtés de Bae Jong-ok.

#### 2014-2015: popularité croissante et percée
En 2014, Park Bo-gum interprète le personnage de l'acteur Lee Seo-jin, version adolescente, dans le drama Wonderful Days, et apparaît également dans la série musicale Naeil's Cantabile, en jouant un violoncelliste prodige, adaptation du manga Nodame Cantabile,. Ses interprétations lui valent des nominations en tant que « meilleur nouvel acteur » lors des cérémonies des KBS Drama Awards et APAN Star Awards,.
En 2014, il joue par la suite dans le film Hard Day, projeté au festival de Cannes, mais aussi dans The Admiral: Roaring Currents (2014), un des plus gros succès du box-office en Corée du Sud,.
De mai 2015 à juin 2016, il présente l'émission musicale Music Bank aux côtés d'Irene du groupe Red Velvet. La presse les surnomme « le meilleur duo de présentateurs de l'histoire de la télévision coréenne », qui vaut à Bo-gum la victoire du prix du « meilleur nouveau présentateur » aux KBS Entertainment Awards,,. Il s'écarte des rôles qu'il a l'habitude de jouer pour intégrer la série policière Hello Monster (2015), pour laquelle il reçoit des critiques positives de la part du public. Son interprétation lui permet d'obtenir le prix du « meilleur second rôle masculin » aux KBS Drama Awards en fin d'année 2015. La même année, il joue dans le film Coin Locker Girl, projeté au festival de Cannes. Le rôle lui vaut une nomination dans la catégorie « meilleur nouvel acteur dans un film » aux Baeksang Arts Awards et l'obtention du prix « étoile montante » aux 11e Max Movie Awards,. Par la suite, il obtient le rôle principal de la série Reply 1988 (2015), où il interprète Choi Taek. La série est un grand succès avec une audience atteignant un sommet de 18,8 %, ce qui en fait le drama coréen le mieux noté de l'histoire de la télévision coréenne, ce qui a valu à Park le surnom de « petit frère de la nation ». Le rôle l'a propulsé vers la célébrité en Corée du Sud, et l'a fait connaître en tant que star émergente de la vague coréenne. Il est également élu « meilleur artiste international » aux Top Chinese Music Awards, et « meilleure étoile montante » lors des DramaFever Awards américains,,.

#### 2016 à aujourd'hui: grand succès

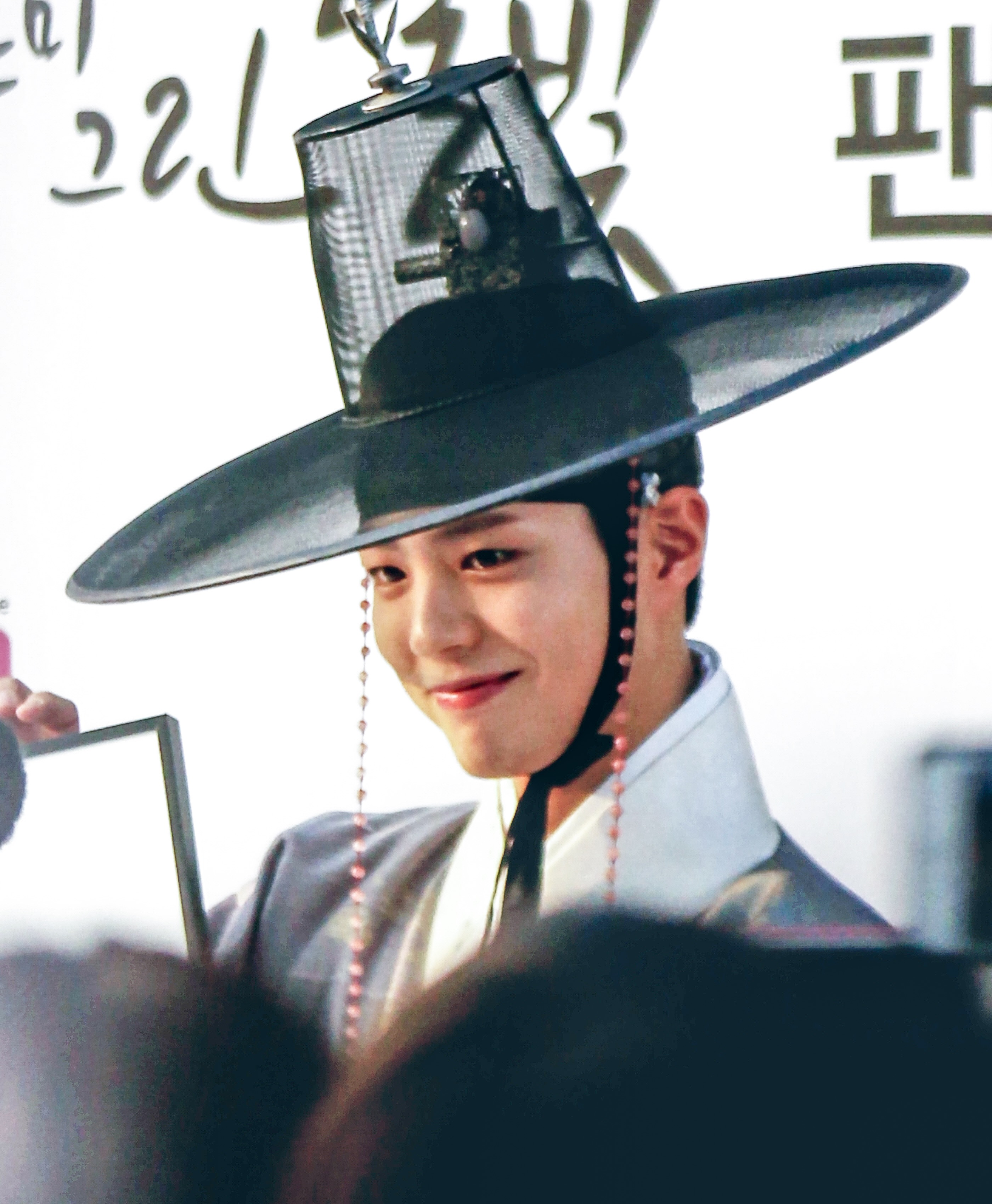
Park Bo-gum en octobre 2016 lors d'une séance d’autographes pour la série Love in the Moonlight.

En février 2016, Park Bo-gum rejoint le programme télévisé de voyage Youth Over Flowers: Africa sur la chaîne TVN,. En août, il intègre la distribution du drama historique Love in the Moonlight sur KBS2, jouant aux côtés de Kim Yoo-jung. Gros succès international, la série atteint une audience de 23,3%,,. Il reçoit plusieurs distinctions pour son rôle, y compris une nomination dans la catégorie « meilleur acteur » et un prix aux 53e Baeksang Arts Awards, ainsi que le « prix d'excellence » aux 30e KBS Drama Awards. C'est dans ce drama que l'acteur révèle sa première bande-son intitulée My Person, qui est arrivée au no 3 du Gaon Music Chart,,. Il entame sa première tournée de fanmeetings à travers l'Asie en fin d'année 2016, visitant huit villes et rencontrant plus de 30 000 fans dans les régions de l'est et du sud-est du continent jusqu'en mars 2017,,.
En 2018, après une pause de deux ans, il revient sur le petit écran dans la série Encounter, aux côtés de Song Hye-kyo. Il joue un jeune homme ordinaire et libre qui trouve la joie dans les choses les plus simples.

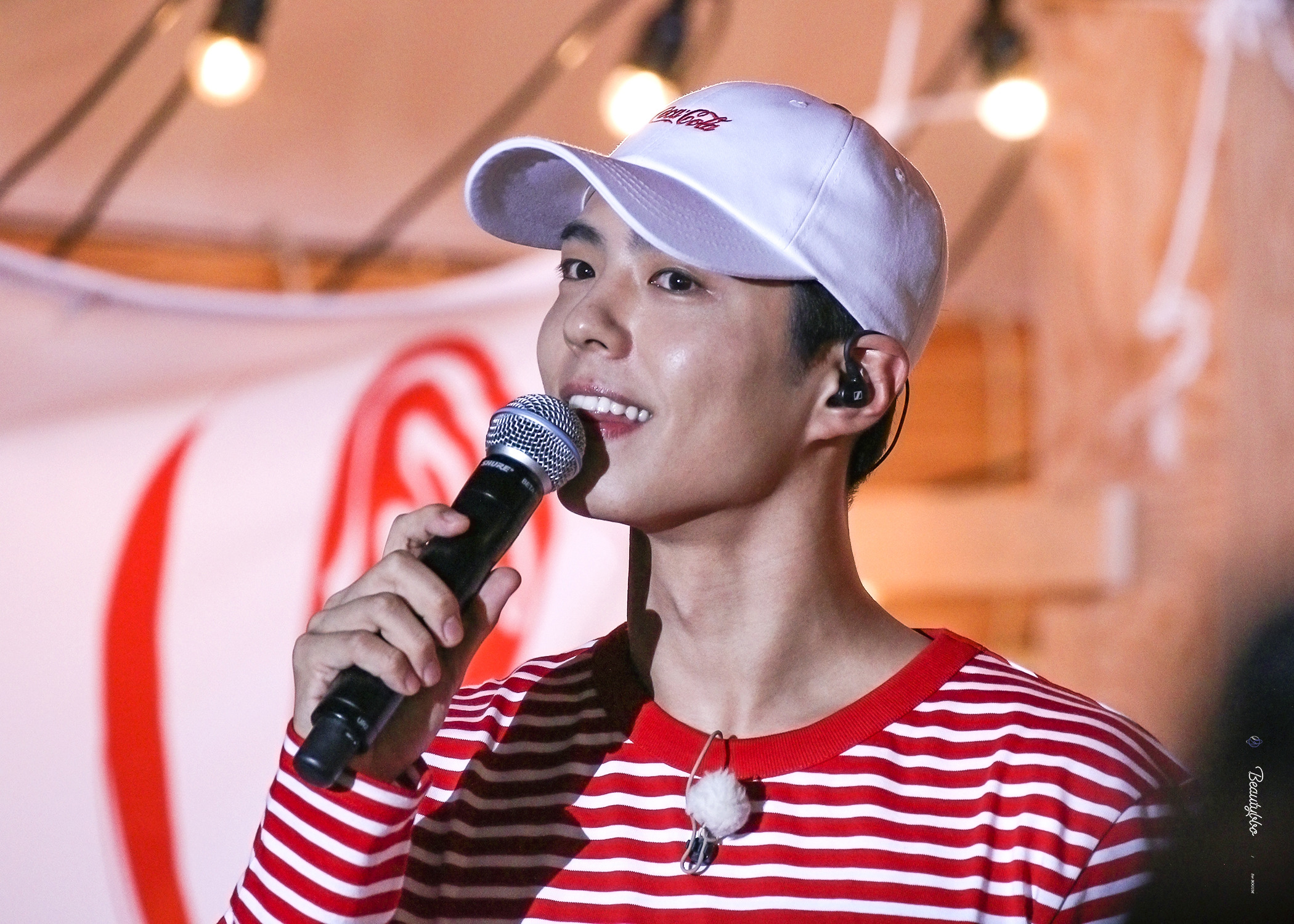
Park Bo-gum en 2019.

En 2019, il est choisi, aux côtés de Gong Yoo, pour interpréter le rôle principal, celui du clone humain, dans le film de science-fiction Seo Bok (서복) de Lee Yong-ju. La même année, il sort son premier single japonais intitulé Bloomin'.
En mars 2020, il révèle son premier album japonais, intitulé Blue Bird. La même année, il est choisi pour jouer dans le drama pour adolescents Record of Youth, interprétant un jeune homme mannequin qui souhaite devenir acteur.
En avril 2023, il s'est rendu à Paris pour s'investir en tant que présentateur pour la seizième édition du festival de k-pop Music Bank.

## Filmographie

### Cinéma

#### Longs métrages
- 2011 : Blind (블라인드) de Ahn Sang-hoon : Min Dong-hyun
- 2012 : Runway Cop (차형사) de Shin Tae-ra : Cha Cheol-soo, jeune
- 2014 : Hard Day (끝까지 간다) de Kim Seong-hoon : l'officier Lee Jin-ho
- 2014 : The Admiral: Roaring Currents (명량) de Kim Han-min : Bae Soo-bong
- 2015 : Coin Locker Girl (차이나타운) de Han Jun-hee : Park Seok-hyeon
- 2021 : Seo Bok (서복) de Lee Yong-ju : Seo Bok
- 2024 : Wonderland (원더랜드) de Kim Tae-yong : Tae-joo

#### Court métrage
- 2014 : Twinkle-Twinkle Pitter-Patter de Kim Tae-Gyun : Joon-woo

### Télévision

#### Séries télévisées
- 2012 : Hero (히어로) : Kang Dong-woo
- 2012 : Drama Special Still Picture (드라마 스페셜 - 스틸사진) : Kim Hyeon-soo, jeune
- 2012 : Bridal Mask (각시탈) : Han Min-kyu (3 épisodes)
- 2013 : Wonderful Mama (원더풀 마마) : Go Yeong-joon
- 2014 : Wonderful Days (참 좋은 시절) : Kang Dong-seok, jeune
- 2014 : Naeil's Cantabile (내일도 칸타빌레) : Lee Yoon-hoo
- 2015 : The Producers (프로듀사) : lui-même (saison 1, épisode 9)
- 2015 : Hello Monster (너를 기억해) : Jeong Seon-ho / Lee Min
- 2015-2016 : Reply 1988 (응답하라 1988) : Choi Taek
- 2016 : Love in the Moonlight (구르미 그린 달빛) : le prince Yi Yeong
- 2018-2019 : Encounter (남자친구) : Kim Jin-hyeok
- 2020 : Itaewon Class (이태원 클라쓰) : le jeune cuisinier du restaurant de Soo-ah (saison 1, épisode 16)
- 2020 : Record of Youth (청춘기록) : Sa Hye-joon
- 2025 : La vie portera ses fruits (폭싹 속았수다) : Gwan-sik
- prévu pour 2025 : Good Boy (굿보이) : Yoon Dong-joo

## Distinctions
| Année | Prix                                      | Catégorie                                                              | Travail nommé                    | Résultats  | Références           |
| ----- | ----------------------------------------- | ---------------------------------------------------------------------- | -------------------------------- | ---------- | -------------------- |
| 2014  | 28e KBS Drama Awards                      | Meilleur nouvel acteur                                                 | Naeil's Cantabile Wonderful Days | Nomination |                      |
| 2015  | 4e APAN Star Awards                       | Meilleur nouvel acteur                                                 | Naeil's Cantabile Hello Monster  | Nomination |                      |
| 2015  | 14e KBS Entertainment Awards              | Meilleur nouveau présentateur                                          | Music Bank                       | Lauréat    | [ 54 ]               |
| 2015  | KBS Drama Awards                          | Prix pour la popularité                                                | Hello Monster                    | Lauréat    | [ 55 ]               |
| 2015  | KBS Drama Awards                          | Meilleur nouvel acteur                                                 | Hello Monster                    | Lauréat    | [ 55 ]               |
| 2016  | InStyle (magazine)                        | Meilleur acteur de la nouvelle génération                              | -                                | Lauréat    | [ 56 ]               |
| 2016  | 11e Max Movie Awards                      | Étoile montante                                                        | Coin Locker Girl                 | Lauréat    | [ 57 ]               |
| 2016  | 8e Style Icon Asia                        | Icône de style                                                         | -                                | Lauréat    | [ 58 ]               |
| 2016  | 16e Top Chinese Music Awards              | Meilleur artiste international                                         | -                                | Lauréat    | [ 59 ]               |
| 2016  | 52e Baeksang Arts Awards                  | Meilleur nouvel acteur dans un film                                    | Coin Locker Girl                 | Nomination | [ 60 ]               |
| 2016  | 52e Baeksang Arts Awards                  | Acteur le plus populaire au cinéma                                     | Coin Locker Girl                 | Nomination |                      |
| 2016  | 52e Baeksang Arts Awards                  | Acteur le plus populaire à la télévision                               | Reply 1988                       | Nomination |                      |
| 2016  | 52e Baeksang Arts Awards                  | iQiyi Global Star Award                                                | -                                | Nomination |                      |
| 2016  | 52e Baeksang Arts Awards                  | InStyle Fashion Award                                                  | -                                | Lauréat    | [ 61 ]               |
| 2016  | 4e Annual DramaFever Awards               | Étoile montante                                                        | Reply 1988                       | Lauréat    | [ 62 ]               |
| 2016  | 4e Annual DramaFever Awards               | Meilleur baiser (avec Lee Hye-ri)                                      | Reply 1988                       | Lauréat    | [ 62 ]               |
| 2016  | 5e APAN Star Awards                       | Meilleur nouvel acteur                                                 | Reply 1988                       | Lauréat    | [ 63 ]               |
| 2016  | 9e Korea Drama Awards                     | Prix d'excellence                                                      | Reply 1988                       | Nomination |                      |
| 2016  | tvN10 Awards                              | Meilleur acteur                                                        | Reply 1988                       | Nomination | [ 64 ]               |
| 2016  | tvN10 Awards                              | Meilleur baiser (avec Lee Hye-ri)                                      | Reply 1988                       | Nomination | [ 64 ]               |
| 2016  | tvN10 Awards                              | Asia Star Award                                                        | Reply 1988                       | Lauréat    | [ 64 ]               |
| 2016  | Asia Artist Awards                        | Prix pour la popularité                                                | -                                | Nomination |                      |
| 2016  | Asia Artist Awards                        | Asia Star Award                                                        | -                                | Lauréat    | [ 65 ]               |
| 2016  | Asia Artist Awards                        | Meilleur acteur                                                        | Reply 1988 Love in the Moonlight | Lauréat    | [ 66 ]               |
| 2016  | Melodi Awards                             | Personnalité coréenne la plus influente                                | -                                | Lauréat    | [ 67 ]               |
| 2016  | OSEN Awards                               | Star de l'année                                                        | -                                | Lauréat    | [ 68 ]               |
| 2016  | Yahoo! Asia Buzz Awards                   | Prix pour la popularité                                                | -                                | Nomination | [ 69 ]               |
| 2016  | SBS Cult Two Show Awards                  | Acteur le plus mentionné                                               | -                                | Lauréat    | [ 70 ]               |
| 2016  | 30e KBS Drama Awards                      | Grand Prix (Daesang)                                                   | Love in the Moonlight            | Nomination | [ 71 ] [ 72 ] [ 73 ] |
| 2016  | 30e KBS Drama Awards                      | Prix d'excellence                                                      | Love in the Moonlight            | Lauréat    | [ 71 ] [ 72 ] [ 73 ] |
| 2016  | 30e KBS Drama Awards                      | Prix d'excellence                                                      | Love in the Moonlight            | Nomination | [ 71 ] [ 72 ] [ 73 ] |
| 2016  | 30e KBS Drama Awards                      | Netizen Award                                                          | Love in the Moonlight            | Lauréat    | [ 71 ] [ 72 ] [ 73 ] |
| 2016  | 30e KBS Drama Awards                      | Meilleur duo (avec Kim Yoo-jung)                                       | Love in the Moonlight            | Lauréat    | [ 71 ] [ 72 ] [ 73 ] |
| 2016  | 2e Fashionista Awards                     | Meilleur style vestimentaire de l'année                                |                                  | Lauréat    | [ 74 ]               |
| 2017  | Korea Brand Awards                        | Prix spécial                                                           | -                                | Lauréat    | [ 75 ]               |
| 2017  | 16e Korea Assembly Grand Award            | Meilleur acteur                                                        | -                                | Lauréat    | [ 76 ]               |
| 2017  | 53e Baeksang Arts Awards                  | Meilleur acteur à la télévision                                        | Love in the Moonlight            | Nomination | [ 77 ]               |
| 2017  | 53e Baeksang Arts Awards                  | Prix pour la popularité                                                | Love in the Moonlight            | Lauréat    | [ 78 ]               |
| 2017  | 12e Seoul International Drama Awards      | Acteur coréen exceptionnel                                             | Love in the Moonlight            | Lauréat    | [ 79 ]               |
| 2017  | 2e Asia Artist Awards                     | Prix pour la popularité                                                | -                                | Nomination |                      |
| 2017  | 10e Korea Drama Awards                    | Prix d'excellence                                                      | Love in the Moonlight            | Nomination | [ 80 ]               |
| 2017  | 8e Korean Popular Culture and Arts Awards | Mention élogieuse du ministre de la Culture, des Sports et du Tourisme | -                                | Lauréat    | [ 81 ]               |
| 2017  | 3e Fashionista Awards                     | Meilleur fashionista (catégorie tapis rouge)                           | -                                | Lauréat    | [ 82 ]               |
| 2017  | 7e Korea Tourism Awards                   | Prix spécial                                                           | -                                | Lauréat    | [ 83 ]               |